# 引滦入唐工程
引滦入唐工程是中华人民共和国河北省为向唐山市区供水而修建的跨流域引水工程，位于唐山市北部，输水干渠起于迁西县滦河干流大黑汀水库引滦枢纽分水闸，止于唐山市开平区陡河水库，全长52千米。
工程于1978年12月开工，1981年缓建，1982年全线复工，1984年12月试通水，1986年6月正式交付使用。整个引水工程由引滦入还工程、引还入陡工程两部分组成。引滦入还工程位于迁西县西南部河唐山市丰润区东北部，自大黑汀水库引滦枢纽分水闸向南入还乡河干流上的邱庄水库，全长26.3千米，设计引水流量80立方米每秒；引还入陡工程位于丰润区东北部，渠首在邱庄水库大坝以上4.5千米，左家坞镇东凹凸村东北的大岭陡壁下，向南入陡河水库，全长25.7千米，设计引水流量40立方米每秒。
引水工程自通水至2003年，共向唐山市区供水30亿立方米，解决了城市居民生活用水和大型企业用水困难，同时还增加了陡河灌区的灌溉面积，获得了很高的综合效益。